# Patriarca Católico Copta de Alexandria
O Patriarca Católico Copta de Alexandria, sediado em Cairo (Egipto), é a designação do líder da Igreja Católica Copta, que é uma Igreja particular oriental sui iuris da Igreja Católica. Desde 2013, o Patriarca copta é Ibrahim Isaac Sidrak.
Apesar de a Igreja Católica Copta ser fundada em 1741, o Patriarcado Católico Copta de Alexandria só foi estabelecido em 1895 pelo Papa Leão XIII e ocupada em 1899 pelo bispo Cirilo Macário (ou Cirilo II). Antes de 1899, a Igreja Católica Copta é administrada por um vigário apostólico.
O Patriarca Católico Copta reclama também a Sé de Alexandria.

## Lista

### Vigários apostólicos
- Atanásio (1741–17??)
- Giusto Marsghi (17??–1748)
- Jakub Římař (Jacques de Kremsier) (1748–1751)
- Paolo d'Angnone (1751–1757)
- Giuseppe de Sassello (1757–1761)
- Roche Abou Kodsi Sabak de Ghirgha (1761–1778); (1781); (1783–1785)
- Gervais d'Ormeal (1778–1781)
- Jean Farargi (1781–1783)
- Bishai Nosser (1785–1787)
- Michelangelo Pacelli de Tricario (1787–1788)
- Mathieu Righet (1788–1822)
- Maximos Jouwed 1822–1831
- Théodore Abu Karim (1832–1855)
- Athanasios Kyriakos Khouzam (1855–1864)
- Agapios Bishai (1866–1876)
- Antoun di Marco (1876–1887)
- Antoun Nabad (1887–1889)
- Simon Barraia (1889–1892)
- Antoun Kabes (1892–1895)

### Patriarcas
- Cirilo II Macário (1895-1908)
  - Máximos Sedfaoui (lugar-tenente) (1908–1927)
- Markos II Khouzam (1927–1958)
- Stephanos I Sidarouss (1958–1986)
- Stéphanos II Ghattas (1986–2005)
- Antonios I Naguib (2005–2013)
- Ibrahim Isaac Sidrak (2013-atual)